# Dolgorukovové

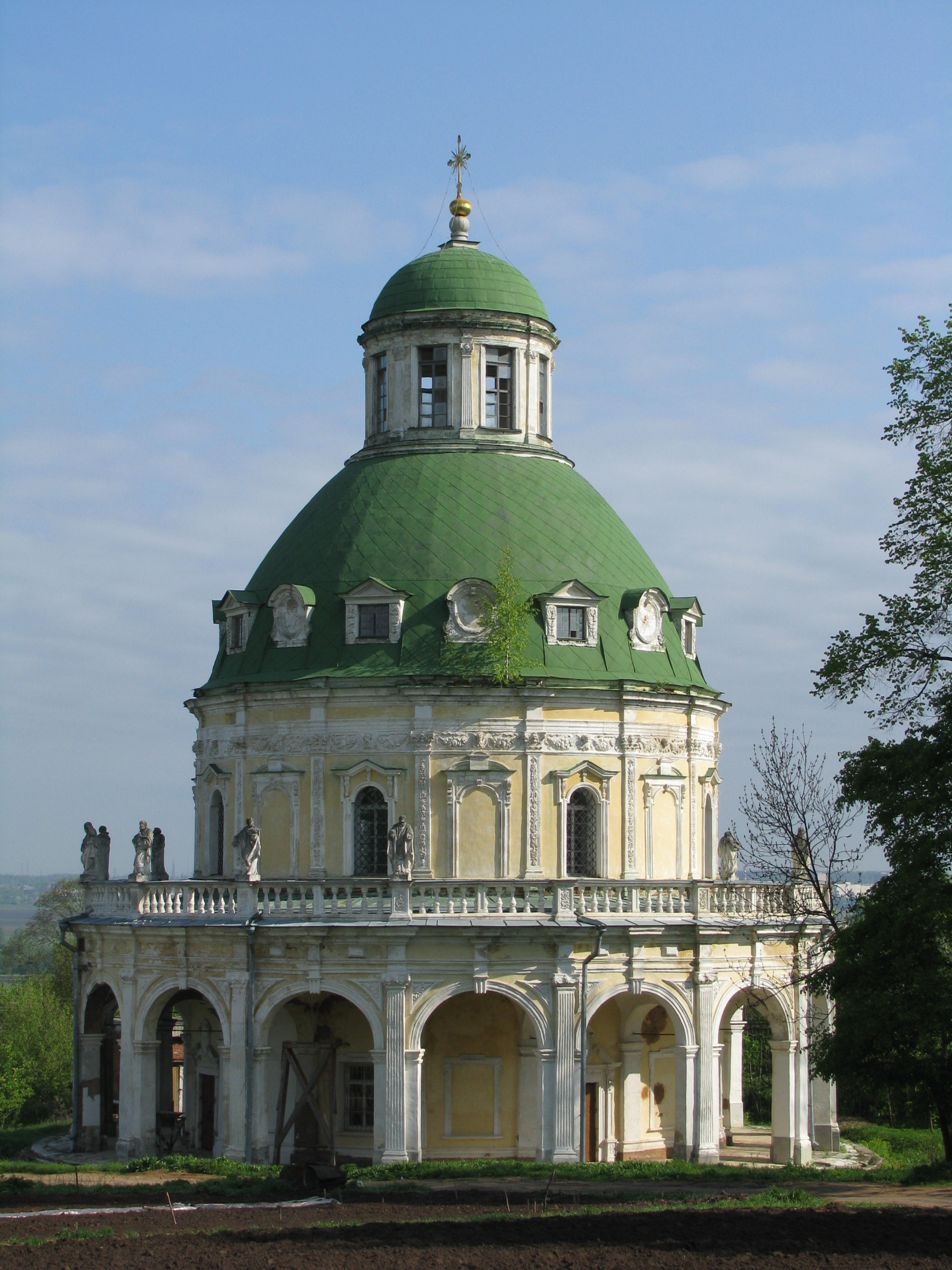
Chrám v Podmoklovu, rodovém sídle Dolgorukovů z let 1714–1722.

Dolgorukovové, či Dolgorucí (rusky Долгоруковы) je knížecí ruský šlechtický rod z rozrodu Rurikovců. Jsou vedlejší větví rodu Obolenských (do roku 1494 vládli Obolensku, jednomu z knížectví na horní Oce) a z tohoto titulu si dělali nárok na přímé patrilineární příbuzenství s Michailem Černigovským († 1246).

## Historie
Zakladatelem linie Dolgorukovů z rozrodu Obolenských byl v 15. století kníže Ivan Andrejevič Obolenskij, který byl pro svou pomstychtivou povahu přezdíván "dlouhoruký" (Долгорукий Dolgorukij). Obolensk byl roku 1494 včleněn do rozpínajícího se Moskevského knížectví a Dolgorukovové se stali mocným rodem v Ruském carství a poté i v Ruském impériu.

## Významní členové rodu
Mezi významné členy rodu patřili:
- Jurij Dolgorukij (1090–1157), velkokníže kyjevský
- Marie Dolgorukovová († 1573), manželka cara Ivana IV. Hrozného
- Grigorij Ivanovič Menšoj Čort ("Malý Čertík") Dolgorukov (Князь Григорий Иванович Меньшой Чёрт Долгоруков), zemřel po roce 1598, gubernátor za vlády Ivana Hrozného.
- Alexej Grigorjevič Čertjonok ("Čertík") Dolgorukov (Князь Алексей Григорьевич Чертёнок Долгоруков), † v roce 1646.
- Marie Vladimirovna Dolgorukovová († 1625), první manželka Michaila I.
- Jurij Vladimirovič Dolgorukov (1664–1707), ruský plukovník, zabit na počátku Bulavinského povstání
- Vasilij Vladimirovič Dolgorukov (1667–1746), ruský polní maršál
- Vasilij Lukič Dolgorukov (1672–1739), ruský diplomat a ministr
- Vladimir Petrovič Dolgorukov (1696–1761), ruský nejvyšší gubernátor livonska a estonska
- Jekatěrina Alexejevna Dolgorukovová (1712–1747), snoubenka cara Petra II.
- Vasilij Michajlovič Dolgorukov-Krymskij (1722–1782), ruský generál a gubernátor moskevský
- Jelizaveta Michajlovna Dolgorukovová (1769–1822), básnířka
- Michail Petrovič Dolgorukov (1780–1808), ruský plukovník
- Jelena Pavlovna Dolgoroukovová (1790–1860), babička Heleny Blavatské a Sergeje Witteho
- Dimitrij Ivanovič Dolgorukov (1797–1867), kariérní diplomat
- Vasilij Andrejevič Dolgoroukov (1804–1868), ruský ministr války
- Pjotr Vladimirovič Dolgorukov (1816–1868), ruský šlechtic a historik
- Helena Petrovna Blavatská (1831–1891), okultistka, spiritistické médium a spisovatelka, spoluzakladatelka Teosofické společnosti
- Alexandr Sergejevič Dolgorukov (1841–1912), kníže, ruský nejvyšší maršálek, člen státní rady
- Vladimir Andrejevič Dolgorukov, gubernátor-generál moskevský v letech 1865-1891
- Kateřina Dolgorukovová (1847–1922), morganatická manželka Alexandra II.
- Pavel Dolgoroukov (1866–1927), významný liberální politik před rokem 1917
- Pjotr Dmitrijevič Dolgorukov (1866–1951), ruský liberální politik
- Vasilij Alexandrovič Dolgorukov (1868–1918), maršál cara Mikuláše II.
- Olga Alexandrovna Dolgorukovová (1873–1946), dcera knížete Alexandra Sergejeviče, manželka českého šlechtice, generála Huga Alfonse Ditrichštejna z Mensdorff-Pouilly